# Finau Maka
Finau Maka (10. července 1977, Longoteme) je bývalý tonžský ragbista, který hrál jako rváček a vazač. Jako hráč Stade Toulousain se stal třikrát vítězem Evropského poháru mistrů (2003, 2005, 2010) a v roce 2008 vyhrál s klubem nejvyšší francouzskou ligu. Předtím strávil pět sezon v Super Rugby. Kariéru ukončil v druhé francouzské lize.
Za Tongu odehrál 8 zápasů, z toho čtyři na MS 2007 a tři na MS 2011. Při své reprezentační premiéře položil USA pětku. Na svém druhém světovém šampionátu byl kapitánem a nechyběl u historické výhry nad Francií 19:14. V roce 2008 byl součástí týmu Pacifických ostrovů.
V prosinci 2012 byl odsouzen za otroctví vůči tuniskému migrantovi, který pracoval v podmínkách, které byly brány jako otroctví. Maka musel zaplatit pokutu 7 000 eur. V roce 2014 se zúčastnil zápasu v boxu. Soupeřem byl Novozélanďan David Letele, který ho porazil už v prvním kole po 108 vteřinách.
Jeho bratr Isitolo odehrál 4 zápasy za All Blacks a na MS 2011 byl trenérem Tongy.

## Klubová kariéra[7]
- 1997 – 1998 Hurricanes
- 1999 – 2000 Blues
- 2001 Highlanders
- 2001 – 2010 Stade Toulousain
- 2010/2011 Provence Rugby